# سوسک پوست درخت سیب
سوسک پوست درخت سیب (نام علمی: Scolytus mali) نام یک گونه از سرده پوسته‌نشین‌ها است.